# Diana Rosandić
Diana Rosandić Živković (Rijeka, 15. veljače 1964.), hrvatska književnica.
Piše poeziju i prozu za odrasle i za djecu. Od 1996. godine član je Društva hrvatskih književnika, a od 2000. godine Hrvatske zajednice samostalnih umjetnika. Kao profesionalni književnik živi i radi u Rijeci. 
Prevođena je na slovenski, engleski, njemački i španjolski jezik. Objavljuje u književnim časopisima. Pjesme su joj uglazbljene na CD-u i kaseti glazbeno-poetske skupine "Psalmi". U režiji Siniše Posarića (kazalište "Viktor Car Emin") izvedena joj je drama "Most". 
Dosad joj je objavljeno dvadeset četiri knjige. Zastupljena u zbornicima, antologijama. Jedna od autorica dječjih priča specijalnog izdanja Katoličkog radija 
"Priče za laku noć" i posebnog izdanja DHK-Zagreb u suradnji s Correveydile La Paz, Bolivia - Most/The Bridge "Puentes". Bavi se izradom mozaika. Ilustrira svoje knjige. Imala je dvadeset izložbi slika u tehnici kombinirani kolaž. Nagrađivana u literaturi i u slikarstvu. Brine o ostavštini Rosaria Jurišića Vrgade objavivši mu sedam knjiga nakon prerane smrti.

## Dosad objavljeno
- Kamen pjesnika, zbirka pjesama (Rijeka, 1994.)
- Lanterna, roman (Rijeka, 1995.)
- Puži slobodo, roman (Rijeka, 1996.)
- Svjedok i raskrižje, zbirka pjesama (Rijeka, 1997.)
- Cirkus plave ptice, roman u dvije boje (Rijeka, 2001.)
- Zlatni paun, zbirka kratkih priča (Rijeka, 2002.)
- Moj moza(i)k, roman (Zagreb, 2003.)
- Antiratne i jedna ljubavna/Antiwar Songs and a Song of Love, pjesme, prijevod na engleski- Slobodan Drenovac (Rijeka, 2004.)
- Što se dogodilo s Dinom Jailon?, roman za mlade (Rijeka, 2005.)
- Moj moza(i)k 2, roman (Rijeka, 2006.)
- Ćelavi jež, priče za najmlađe (Rijeka, 2006.)
- Sabrane pjesme (Rijeka, 2006.)
- Zvjezdani kaktus, roman (Rijeka, 2007.)
- Pusica za tebe, ilustrirana knjiga za djecu (Rijeka, 2007.)
- Golubica mira/Colomba di pace,  pjesme (Rijeka 2008.)
- Na istom zarezu, pjesme (Rijeka 2011.)
- Ignacijeva Plava Ruža, dijaloški duhovni roman (Rijeka 2012.)
- Baj-bajka o divovima, pjesme (Rijeka 2014.)
- Tajna Ribareve ješke, dijaloški duhovni roman (Rijeka 2015.)
- Strah od konja, zbirka priča (Zagreb 2015.)
- Tetovirana, roman, Zagreb DHK 2017.)
- Zidoder, zbirka priča (Zagreb 2018.)
- Moj moza(i)k - Trilogija, roman (Zagreb 2022.)
- Dvije krijesnice i ostale bajke, ilustrirana knjiga za djecu (Zagreb 2022.)

## Vanjske poveznice
- Arhivirana inačica izvorne stranice od 5. prosinca 2008. (Wayback Machine)